# خون و آب
Blood & Water یک مجموعه وب اصلی Netflix است که در آفریقای جنوبی با بازی‌های آما قاتاما، خوصی نقما و گیل مبالانس ساخته شده‌است. در تاریخ ۲۰ مه ۲۰۲۰ منتشر شد.

## خلاصه داستان
این سریال حول پالنگ (آما قاماتا)، دختر دبیرستانی که خواهرش سالها پیش به عنوان بخشی از یک شبکه قاچاق انسان ربوده شده بود، می‌چرخد.

## بازیگران
- آما قاماتا به عنوان پولنگ خمالو
- خوسی نگما به عنوان فیکیل باله
- گیل مابالان به عنوان تاندکه خومالو
- دابنگ مالبا به عنوان کارابا 'کی‌بی' مولاپو
- دیلون ویندووگل به عنوان وید دانیلز
- آرنو گرف در نقش کریس آکرمن
- رایل د مورنی به عنوان چاد مورگان
- گرتیلی فینچام در نقش ریزه ون رانسبورگ
- گتمور سیتهول به عنوان جولیوس خومالو
- اودوا گوانا به عنوان سیه خومالو
- ناتاشا توران در نقش وندی دلامینی
- مکیلا ماتیس در نقش طاهیرا کان
- سندی شولتز در نقش نیکول دانیلز

## انتشار
Blood & Water در تاریخ ۲۰ مه ۲۰۲۰ در نتفلیکس منتشر شد.